# Ids Postma
Ids Hylke Postma (Dearsum, 28 de diciembre de 1973) es un deportista neerlandés que compitió en patinaje de velocidad sobre hielo. Está casado con la patinadora Anni Friesinger.
Participó en dos Juegos Olímpicos de Invierno, obteniendo dos medallas en Nagano 1998, oro en 1000 m y plata en 1500 m, y el quinto lugar en Salt Lake City 2002 (1500 m).
Ganó siete medallas en el Campeonato Mundial de Patinaje de Velocidad sobre Hielo entre los años 1994 y 2003, y cuatro medallas en el Campeonato Mundial de Patinaje de Velocidad sobre Hielo en Distancia Individual entre los años 1996 y 2000. Además, obtuvo cuatro medallas en el Campeonato Europeo de Patinaje de Velocidad sobre Hielo entre los años 1996 y 2001.

## Palmarés internacional
| Juegos Olímpicos                           | Juegos Olímpicos           | Juegos Olímpicos  | Juegos Olímpicos      |
| Año                                        | Lugar                      | Medalla           | Prueba                |
| ------------------------------------------ | -------------------------- | ----------------- | --------------------- |
| 1998                                       | Nagano (Japón)             | Medalla de oro    | 1000 m                |
| 1998                                       | Nagano (Japón)             | Medalla de plata  | 1500 m                |
| Campeonato Mundial                         |                            |                   |                       |
| Año                                        | Lugar                      | Medalla           | Prueba                |
| 1994                                       | Gotemburgo (Suecia)        | Medalla de plata  | Clasificación general |
| 1996                                       | Inzell (Alemania)          | Medalla de plata  | Clasificación general |
| 1997                                       | Nagano (Japón)             | Medalla de oro    | Clasificación general |
| 1998                                       | Heerenveen (Países Bajos)  | Medalla de oro    | Clasificación general |
| 2000                                       | Milwaukee (Estados Unidos) | Medalla de plata  | Clasificación general |
| 2001                                       | Budapest (Hungría)         | Medalla de plata  | Clasificación general |
| 2003                                       | Gotemburgo (Suecia)        | Medalla de bronce | Clasificación general |
| Campeonato Mundial en Distancia Individual |                            |                   |                       |
| Año                                        | Lugar                      | Medalla           | Prueba                |
| 1996                                       | Hamar (Noruega)            | Medalla de oro    | 5000 m                |
| 1998                                       | Calgary (Canadá)           | Medalla de plata  | 1500 m                |
| 1999                                       | Heerenveen (Países Bajos)  | Medalla de oro    | 1500 m                |
| 2000                                       | Nagano (Japón)             | Medalla de oro    | 1500 m                |
| Campeonato Europeo                         |                            |                   |                       |
| Año                                        | Lugar                      | Medalla           | Prueba                |
| 1996                                       | Heerenveen (Países Bajos)  | Medalla de plata  | Clasificación general |
| 1997                                       | Heerenveen (Países Bajos)  | Medalla de oro    | Clasificación general |
| 2000                                       | Hamar (Noruega)            | Medalla de bronce | Clasificación general |
| 2001                                       | Baselga di Piné (Italia)   | Medalla de bronce | Clasificación general |